# Mietshaus Nürnberger Straße 49

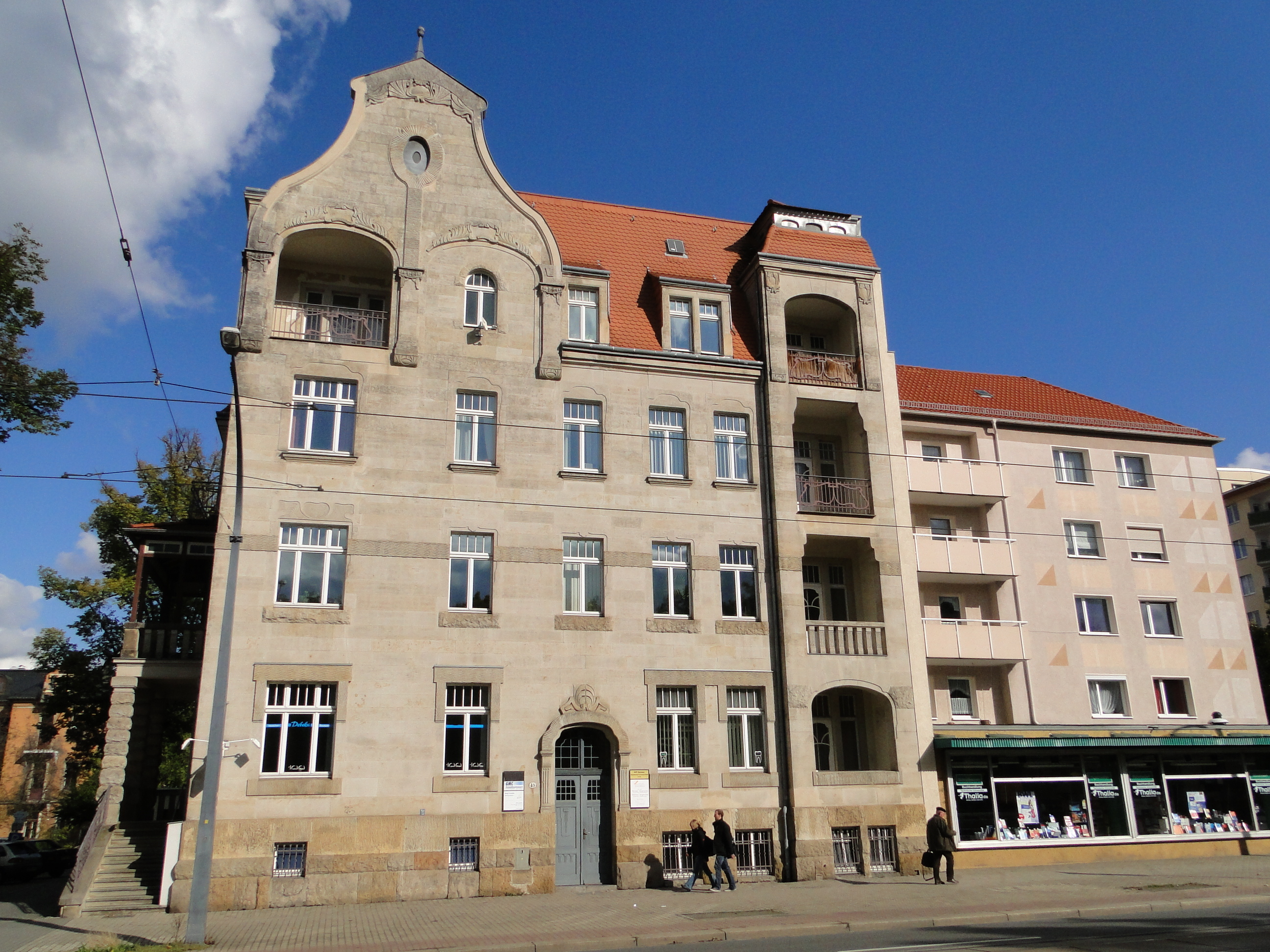
Mietshaus Nürnberger Straße 49

Das Mietshaus Nürnberger Straße 49 in Dresden ist ein für den Bauunternehmer Carl Heinrich Meißner im Jahre 1904 errichtetes Gebäude, das unter Denkmalschutz steht. Es zeichnet sich durch den „zurückhaltenden Gebrauch“ später Jugendstilformen aus.
Es ist ein dreigeschossiges Mehrfamilienwohnhaus, wobei das Dachgeschoss teilweise als viertes Geschoss ausgebaut wurde. Die Fassade aller vier Geschosse besteht aus Sandstein. Während sich an der rechten Seite der Fassade ein Seitenrisalit mit Loggien befindet, befindet sich an der linken Seite ein „barockisierender“ Schweifgiebel, dessen Frontlänge zwei Fensterachsen beansprucht.
Die Denkmaleigenschaft wird vom Landesamt für Denkmalpflege Sachsen beschrieben: „Mietshaus in halboffener Bebauung; repräsentativer Bau mit Sandsteinfassade, barockisierendem Giebel, Loggien und sparsam eingesetzten Jugendstilformen.“
Die sich an das Gebäude östlich anschließende Bebauung wurde im Zweiten Weltkrieg zerstört und nach Beräumung in den 1950er Jahren durch einen Zeilenwohnblock ersetzt.